# Lichtenau (Westfalen)
Lichtenau is een stad en gemeente in de Duitse deelstaat Noordrijn-Westfalen, gelegen in de Kreis Paderborn. De gemeente telt 10.551 inwoners (31 december 2020) op een oppervlakte van 192,50 km².

## Plaatsen in de gemeente Lichtenau

De stadsdelen van Lichtenau

| - Asseln - Atteln - Blankenrode - Dalheim - Ebbinghausen | - Grundsteinheim - Hakenberg - Henglarn - Herbram - Herbram-Wald | - Holtheim - Husen - Iggenhausen - Kleinenberg - Lichtenau (2625 inwoners) |

## Afbeeldingen

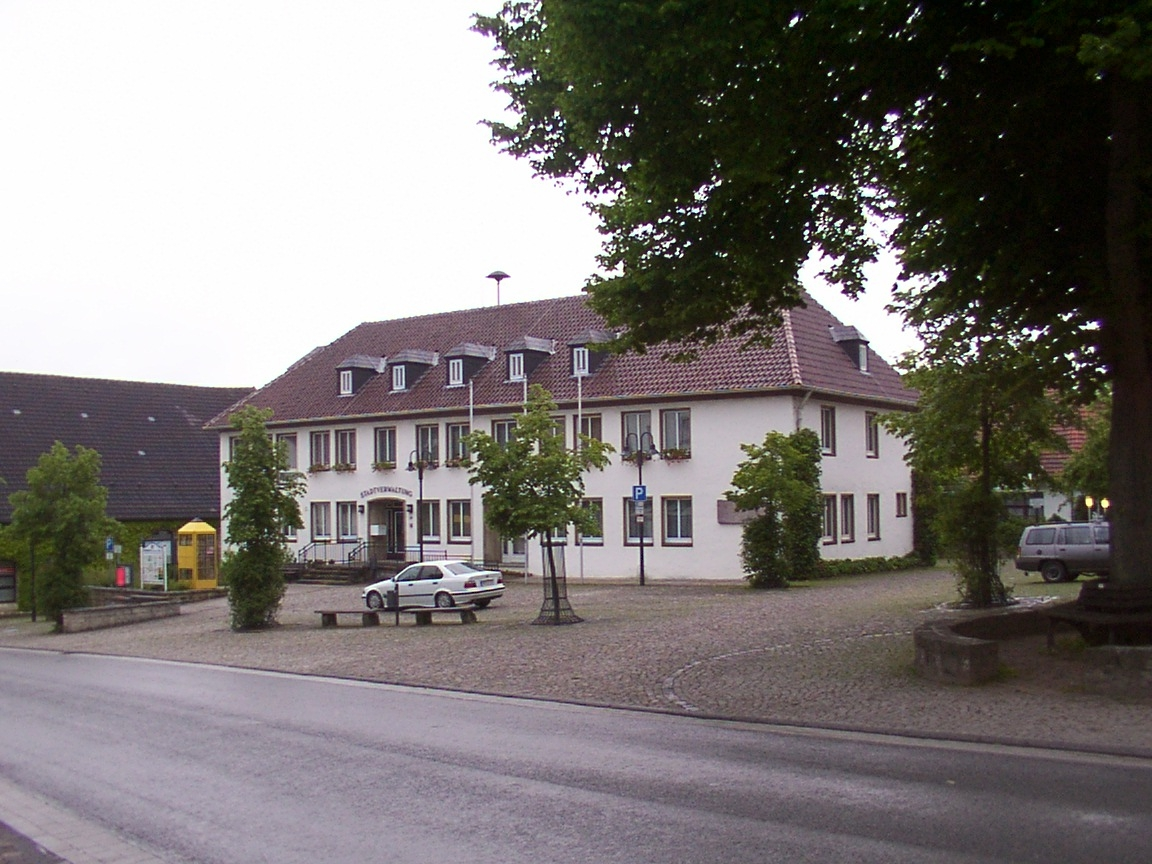
Raadhuis
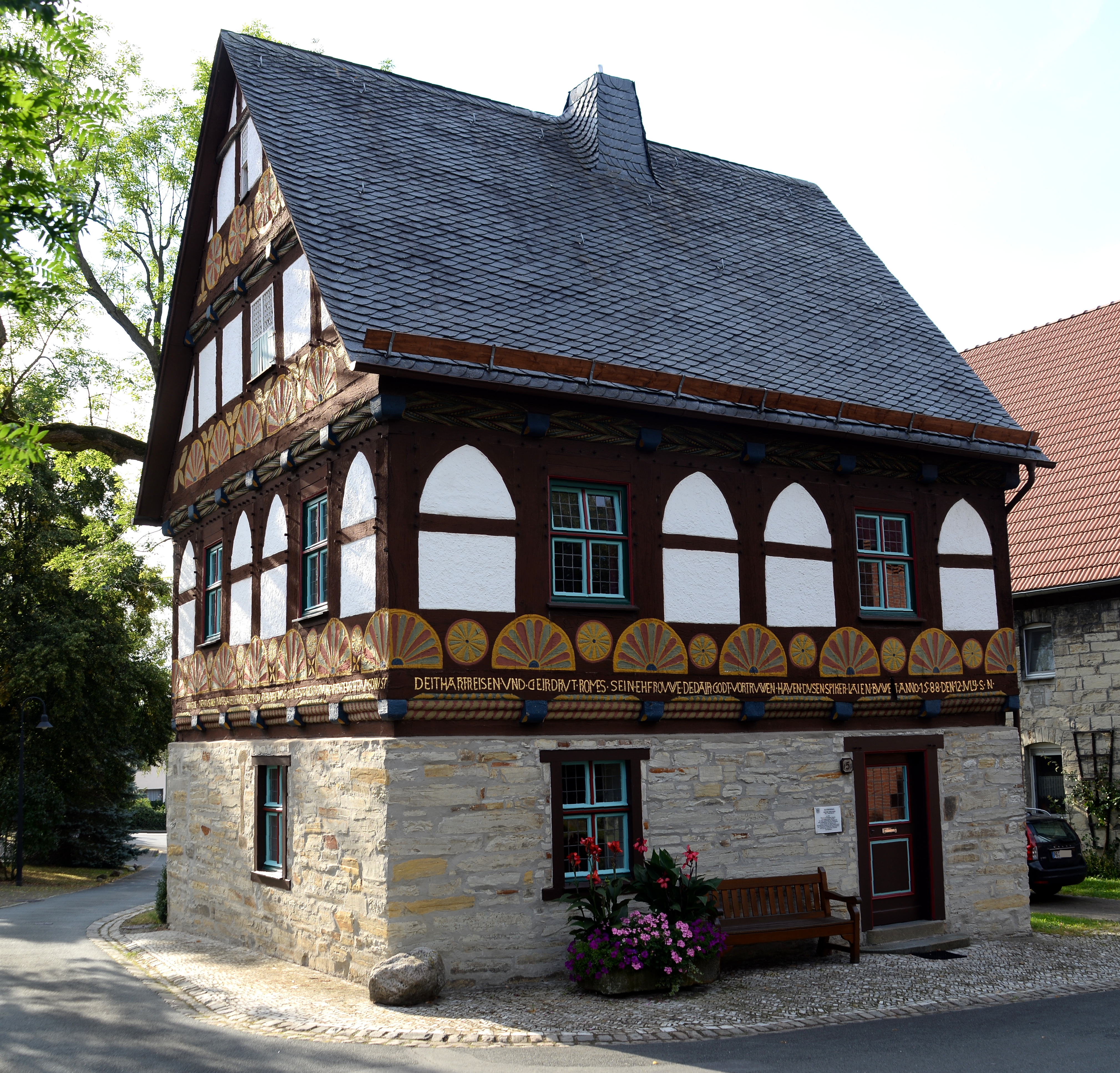
Alter Spieker (1588), Atteln
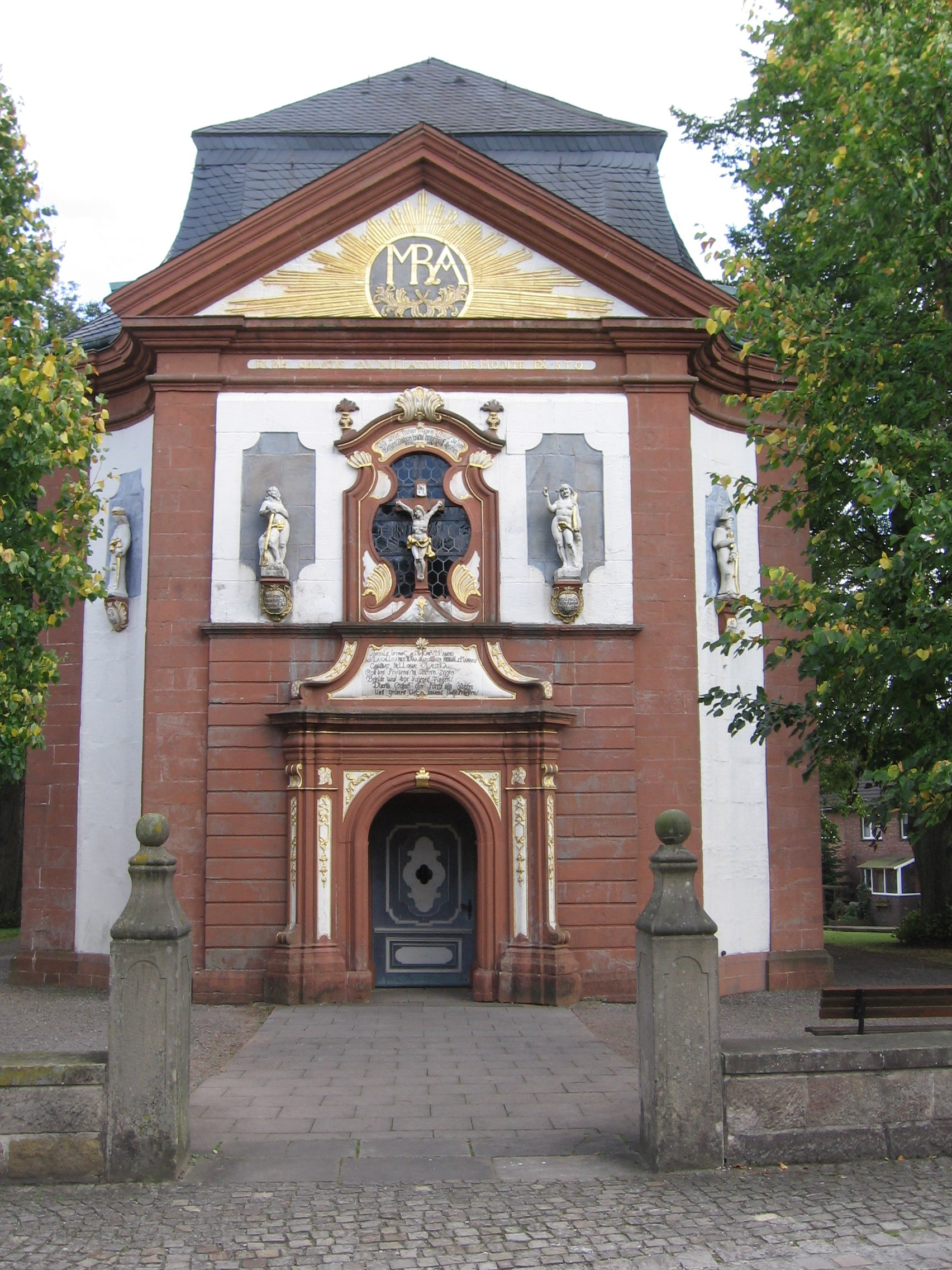
Bedevaartskerk Mariä Heimsuchung, Kleinenberg

Altenbeken · Bad Lippspringe · Bad Wünnenberg · Borchen · Büren · Delbrück · Hövelhof · Lichtenau · Paderborn · Salzkotten